# Черкасівка (Бориспільський район)
Черкасі́вка — село в Україні, в Бориспільському районі Київської області. Населення становить 72 осіб. Входить в склад Яготинської міської громади.

## Історія
1859 - селище Черкасівка (Черкасівщина) - 23 двори, 151 житель.
1910 року - хутір Яготинської волості Пирятинського повіту Полтавської губернії, 43 господарства, 273 мешканця разом з найманими робітниками.